# Beethoven Javier
Beethoven Alberto «Coco» Javier Silva (Treinta y Tres, 20 de junio de 1947 - Montevideo, 9 de agosto de 2017) fue un futbolista y entrenador de fútbol uruguayo.
Su posición era la de marcador lateral izquierdo. Formó parte del equipo de Defensor, campeón uruguayo de 1976, primer equipo fuera de Nacional y Peñarol en obtener el campeonato uruguayo.
Jugó en los siguientes clubes:  
- Danubio
- Defensor
- Nacional
- River Plate (Uruguay)
- Colón
- Rentistas
- Huracán Buceo.[1]
- Newell's Old Boys (Argentina)
- Olimpia (Paraguay)

Entre octubre de 1976 y junio de 1977 disputó cinco partidos con la selección de fútbol de Uruguay.
Como director técnico dirigió a Colón, River Plate, Club Nacional de Fútbol, Miramar Misiones, Huracán Buceo, Rentistas, Central Español, etc.